# Ammophila moenkopi
Ammophila moenkopi es una especie de avispa del género Ammophila, familia Sphecidae.

## Taxonomía
Fue descrito por primera vez en 1967 por Menke.